# London Boys
«London Boys» (с англ. — «Лондонские парни») — британско-германский танцевальный дуэт, основанный школьными друзьями Эдемом Эфраимом (англ. Edem Ephraim) и Деннисом Фуллером (Dennis Fuller), который стал известен благодаря песням «I’m Gonna Give My Heart», «Harlem Desire», «Requiem», «Chapel of Love». За всю карьеру дуэт выпустил 4 студийных альбома, самым популярным из которых стал дебютный и 20 синглов.
Считаются ярчайшими представителями жанров евродиско и евродэнс.

## Музыкальная карьера
Группа была образована в 1985 году, в Германии в Гамбурге. Она была сформирована двумя школьными друзьями Деннисом Фуллером (родился 19 июня 1959, Ямайка) и Эдемом Эфраимом (1 июля 1959, Лондон), познакомившихся в средней школе в Гринвиче.
После переезда в 1981 году в Гамбург Эдем и Деннис присоединились к коллективу Roxy Rollers, где выступали в качестве музыкантов и актёров.
В 1986 году группа London Boys, продюсером которой стал Ральф Рене, Дитер Болен и Луис Родригес, выпустила дебютный сингл «I’m Gonna Give My Heart», который не попал ни в один чарт, однако добился популярности. В 1987 году вышел второй сингл коллектива, «Harlem Desire», записанный в стиле евродиско. Аранжировка и исполнение песни напоминали композиции знаменитых немцев Modern Talking, но как и «I’m Gonna Give My Heart», он не был замечен в Германии, хотя «Harlem Desire» наблюдался в топ-10 в UK Singles Chart.
В 1988 году London Boys издали композицию «Requiem» синглом, а следом вышел и дебютный альбом группы The Twelve Commandments of Dance (рус. Двенадцать заповедей танца), он продавался хорошо, но так как тираж был рассчитан на Германию и Японию, пришлось делать дополнительный тираж на всю Европу. Позднее в 1989 году вышло специальное издание альбома.
Успех стал возможным благодаря качественно проделанной работе продюсера, отличному вокалу London Boys, аранжировкам и хорошему звуку альбома, а песня «London Nights», появившаяся в дополнительном издании альбома заняла 2 строчку в Соединенном Королевстве.
Группа стала частым гостем телевизионных шоу и клубных площадок, а каждая новая записанная песня представляла собой полноценный концертный и танцевальный номер.
Второй альбом, Sweet Soul Music, вышел в 1991 году, его стиль был не похож на предыдущую работу команды, на нем композиции были представлены в стилях хаус и регги, одна из них была посвящена знаменитому музыканту стиля регги — Бобу Марли, а почти каждая композиция содержала в себе элементы рэпа, исключение составила песня «Chapel of Love», единственная на альбоме, напоминавшая музыкальный стиль London Boys 1989 года.
Диск Love 4 Unity, вышедший в 1993 году, снова стал успешной работой London boys. Танцевальные ритмы для дискотек были улучшены ради коммерческого успеха и желания следовать за модой. Несмотря на все старания Ральфа Рене, альбом не выдал хитов.
Следующий альбом, Hallelujah Hits, стал скорее разочарованием, чем успешной работой, его стиль звучания сочетал в себе ритмы техно 1990-х годов и госпела, что крайне не пришлось по вкусу публике. В чарты он не попал, а его продажи были низкими.
21 января 1996 года Эдем, Деннис, жена Эдема и диджей из Гамбурга погибли в автокатастрофе в Австрийских Альпах. В момент гибели у Эдема был трёхлетний сын, у Денниса — дочь, которой было десять лет.
За свою карьеру London Boys выпустили четыре студийных альбома, внесли вклад в развитие европейской диско-музыки. Их песни были посвящены дружбе, любви, расовой терпимости и вере в Бога. Они успели продать 4,5 млн дисков и завоевали любовь многих миллионов поклонников.

## Дискография

### Альбомы
| Год  | Альбом                           | Места в чартах | Места в чартах | Лейблы                            |
| Год  | Альбом                           | АВТ            | ВЕЛ            | Лейблы                            |
| ---- | -------------------------------- | -------------- | -------------- | --------------------------------- |
| 1988 | The Twelve Commandments of Dance | —              | 2              | Atlantic Records, WEA, Ultraphone |
| 1991 | Sweet Soul Music                 | 22             | —              | WEA, EastWest Records             |
| 1993 | Love 4 Unity                     | —              | —              | EastWest Records                  |
| 1995 | Hallelujah Hits                  | —              | —              | Polydor Records                   |

### Синглы
| 1986 | «I’m Gonna Give My Heart»                     | —  | —  | —  | —  |
| 1986 | «I’m Gonna Give My Heart» (remix)             | —  | —  | —  | —  |
| 1987 | «Dance Dance Dance»                           | —  | —  | —  | —  |
| 1987 | «Harlem Desire»                               | —  | —  | —  | —  |
| 1987 | «My Love»                                     | —  | —  | —  | —  |
| 1987 | «Supermix»                                    | —  | —  | —  | —  |
| 1988 | «Requiem»                                     | 11 | 4  | 27 | —  |
| 1989 | «Harlem Desire '89»                           | —  | 17 | —  | —  |
| 1989 | «London Nights»                               | —  | 2  | 24 | 9  |
| 1989 | «Megamix»                                     | —  | —  | —  | —  |
| 1989 | «My Love '89»                                 | —  | 46 | —  | —  |
| 1990 | «Chapel of Love»                              | —  | 75 | —  | —  |
| 1990 | «Freedom»                                     | —  | 54 | —  | 29 |
| 1991 | «Sweet Soul Music» (совместно с Soul Kitchen) | 11 | —  | 81 | —  |
| 1991 | «Is This Love?»                               | —  | —  | —  | —  |
| 1991 | «Tonight! Tonight!»                           | —  | —  | —  | —  |
| 1992 | «Moonraker»                                   | —  | —  | —  | —  |
| 1993 | «Baby Comeback»                               | 27 | —  | —  | —  |
| 1995 | «Gospel Train to London»                      | —  | —  | —  | —  |
| 1995 | «Kumbaya»                                     | —  | —  | —  | —  |